# Donostia Arena 2016
La Donostia Arena 2016, nota anche come Plaza de Toros de Illumbe, è un'arena coperta localizzata nella città di San Sebastián, in Spagna. La sua capacità arriva sino ai 11 000 posti per le partite di pallacanestro. L'arena è attualmente utilizzata dalla squadra di pallacanestro San Sebastián Gipuzkoa Basket Club.